# Cassio di Narni (vescovo)
Cassio di Narni (... – Roma, 29 giugno 558) fu vescovo di Narni ed è venerato come santo dalla Chiesa cattolica.

## Biografia
Cassio era sposato, il nome di sua moglie era Fausta, si separò da lei per intraprendere la vita religiosa. 
Il 19 ottobre 536 venne nominato vescovo di Narni in Umbria sede che resse fino alla sua morte.
Cassio venne lodato da papa Gregorio Magno, per la sua carità.
Il vescovo morì a Roma nel 558 dopo esservi giunto in pellegrinaggio.

## Culto
Nell'anno 878, durante il sacco di Narni, le reliquie del santo, della moglie Fausta e di San Giovenale, primo vescovo di Narni, furono portate nella Basilica di San Frediano a Lucca da Adalberto I di Toscana.
Nel 1679 le reliquie vennero restituiti a Narni, e custodite nella Concattedrale di San Giovenale nel Sacello di San Cassio.
San Cassio di Narni è ricordato il 29 giugno. A Narni, dove san Cassio è compatrono della città umbra con San Giovenale, viene festeggiato il 4 luglio.
Dal Martirologio Romano: A Narni in Umbria, san Cassio, vescovo, che, come riferisce il papa san Gregorio Magno, ogni giorno offriva a Dio il sacrificio di riconciliazione effondendosi in lacrime e tutto quel che aveva dava in elemosina; infine, nel giorno in cui si celebra la solennità degli Apostoli, per la quale tutti gli anni era solito recarsi a Roma, dopo aver celebrato la Messa nella sua città e distribuito a tutti il corpo di Cristo, fece ritorno al Signore.